# HD 120404
HD 120404，又名CP-68 2014，SAO 252481、HR 5194，是一颗恒星，视星等为5.75，位于銀經308.23，銀緯-7.15，其B1900.0坐标为赤經13h 44m 0.8s，赤緯-68° -7.15′ 17″。